# وینسنت رگان
وینسنت رگان (انگلیسی: Vincent Regan؛ زادهٔ ۱۶ مهٔ ۱۹۶۵) بازیگر اهل بریتانیا است. وی از سال ۱۹۹۲ میلادی تاکنون مشغول فعالیت بوده‌است. 
از فیلم‌هایی که وی در آن نقش داشته است، می‌توان به روح سوار: روح انتقام، ۳۰۰، تروآ، برخورد تایتان‌ها، رهاشده، سفیدبرفی و شکارچی، پیام‌آور: داستان ژاندارک، قلب سرکش، باتوری، شوالیه سیاه، محاکمه و مجازات، تهاجم: زمین و گرفتار اشاره کرد.